# إغناثيو غونزاليس (لاعب كرة قدم)
إغناثيو غونزاليس (بالإسبانية: Ignacio González Barón)‏ هو لاعب كرة قدم أوروغواياني في مركز الدفاع، ولد في 22 ديسمبر 1983 في ترينيداد، أوروغواي ‏ في الأوروغواي. لعب مع التانك سيلي وتاليريس كوردوبا وتشاكاريتا جيونيورز وديفينسور سبورتينغ وسان مارتين دي سان خوان ونادي ليفربول.

## وصلات خارجية
- إغناثيو غونزاليس (لاعب كرة قدم) على موقع قاعدة بيانات كرة القدم.إي يو (الإنجليزية)
- إغناثيو غونزاليس (لاعب كرة قدم) على موقع Soccerway.com (الإنجليزية)
- إغناثيو غونزاليس (لاعب كرة قدم) على موقع عالم كرة القدم.نت (الإنجليزية)